# Easthampton
Easthampton är en stad (city) i Hampshire County i Massachusetts. Vid 2010 års folkräkning hade Easthampton 16 053 invånare.